# Adam Idah
Adam Idah, född 11 februari 2001 i Cork, är en irländsk fotbollsspelare (anfallare) som spelar för Celtic. Han representerar även Irlands landslag.
Idah har nigerianskt påbrå genom sin far.

## Landslagskarriär
Idah debuterade för Irlands landslag den 3 september 2020 i en 1–1-match mot Bulgarien.